# Luigi Barzini (1874-1947)
Luigi Barzini (Orvieto, 7 febbraio 1874 – Milano, 6 settembre 1947) è stato un giornalista e scrittore italiano, ed è considerato come uno dei più famosi dell'inizio novecento.

## Biografia

### Gli esordi
Figlio di Ettore Barzini, un piccolo imprenditore (il padre è titolare di un negozio di sartoria), e di Maria Bartoccini, frequenta l'istituto tecnico a Perugia abbandonando però gli studi poco prima di conseguire il diploma di ragioniere. Poco più che ventenne, rimane orfano di entrambi i genitori. Essendo il figlio maggiore, primo di quattro fratelli (Lina, Ghita e Filippo) la responsabilità del capofamiglia gli impone di trovarsi un lavoro. 
La mancanza di un elevato titolo di studio, però, non gli consente molte opportunità. Bravo caricaturista, si trasferisce a Roma, dove nel 1898 inizia a collaborare come disegnatore al giornale satirico Capitan Fracassa e poi al quotidiano Il Fanfulla. Una brillante intervista alla famosa cantante lirica Adelina Patti, di passaggio nella capitale per qualche giorno, gli spalanca le porte del «Corriere della Sera». Barzini è l'unico a riuscire ad avvicinarla durante il suo breve soggiorno romano.

### 1899-1921: giornalista del Corriere della Sera

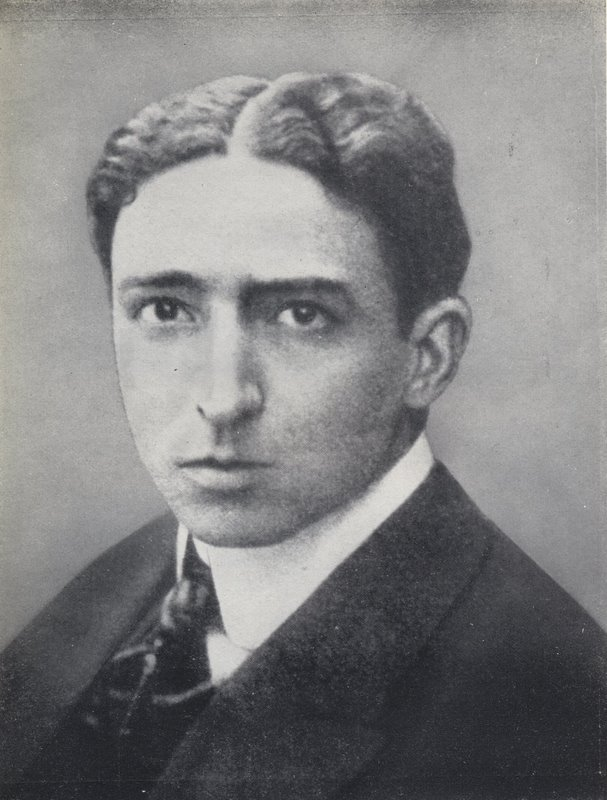
Luigi Barzini da giovane

Nel 1899 Luigi Albertini, all'epoca direttore amministrativo del «Corriere», lo assume come "corrispondente ordinario". Lo manda subito a Londra ad imparare la lingua inglese. La prima traduzione in italiano del Mastino dei Baskerville, pubblicata a puntate sulla Domenica del Corriere nel 1902, sarà opera sua. A partire dal 1900 Barzini comincia una vita erratica, all'inseguimento dei fatti che accadono nel mondo. 
In primavera è a Parigi per l'apertura dell'Esposizione universale. Il 10 luglio si imbarca da Genova diretto a Pechino per raccontare la rivolta dei Boxer. Nel paese orientale si erano scatenati gravi tumulti contro gli occidentali. Per battere la concorrenza, il «Corriere della Sera» continua a pubblicare i suoi articoli da Londra. Quando la stampa rivale apprende che il giornalista non è più a Londra, Barzini si trova già nel Golfo del Bengala. Nelle intenzioni di Albertini, Luigi Barzini veste i panni del narratore che spiega le meraviglie del mondo al pubblico dei lettori. Fino ad allora nessun corrispondente italiano si era recato nel paese della Grande muraglia. Barzini riesce ad intervistare personaggi importanti, tra cui il ministro degli Esteri, Li Huan-Shang, che fino ad allora aveva rifiutato di parlare con i giornalisti occidentali. Il lavoro è molto faticoso: «bisogna vedere, correre, informarsi sui luoghi, affrontare pericoli, rimanere digiuni, senza letto, bisogna scrivere sulla sella con le mani rattrappite dal gelo, portare i dispacci allo Stato maggiore […]. Vi sono momenti nei quali si pensa che se si resiste è un miracolo».
Nel 1901 dalla Cina si trasferisce in Siberia, poi accompagna il cardinale Andrea Carlo Ferrari nel primo pellegrinaggio italiano in Terra santa; da lì si imbarca direttamente per l'Argentina. L'anno dopo è a Mosca. Nel 1903 si trova a Belgrado, proprio nei giorni in cui avviene l'assassinio di Alessandro I di Serbia.

#### La guerra russo-giapponese (1905)
Nel 1904 Barzini si trova in Italia per seguire una serie di esercitazioni militari del Regio Esercito. È presente come invitato un alto ufficiale giapponese. Decide di conoscere l'illustre ospite. Conversando con lui, si accorge che il militare parla con accenti molto aspri delle relazioni con la Russia. Questo gli basta per capire che qualcosa di grave sta per avvenire in Estremo Oriente. La sua intuizione si rivela giusta: l'inviato del «Corriere» è il primo giornalista in assoluto ad arrivare sul teatro di guerra. Il reportage di Barzini sulla battaglia di Mukden apparso sul «Corriere» il 24 marzo 1905, è considerato tutt'oggi un pezzo magistrale di giornalismo di guerra. La sua copertura del conflitto russo-giapponese suscita una generale ammirazione. Unico giornalista ad essere presente alla sconfitta dei russi a Mukden, Barzini segue le operazioni fino alla fine del conflitto; le sue corrispondenze dal teatro di guerra sono le più complete, organiche e brillanti. Con la sua macchina fotografica Barzini scatta decine di fotografie.
Partito dall'Italia come semi-sconosciuto, quando ritorna il suo nome è famoso in tutto il Paese. Geloso della propria integrità, Luigi Barzini rifiuta tutte le onorificenze che gli vengono proposte. Il 6 dicembre 1905 si sposa con Mantica, la sua fidanzata conosciuta due anni prima. Nel 1906 sceglie di andare in viaggio di nozze in Marocco per poter seguire la conferenza di Algeciras; poi parte per la Cina. Appena giunto, deve ripartire per San Francisco, dove un terremoto ha semidistrutto la città californiana. Il 19 dicembre 1906 nasce la prima figlia, Emma.

#### Il raid Pechino-Parigi (1907)

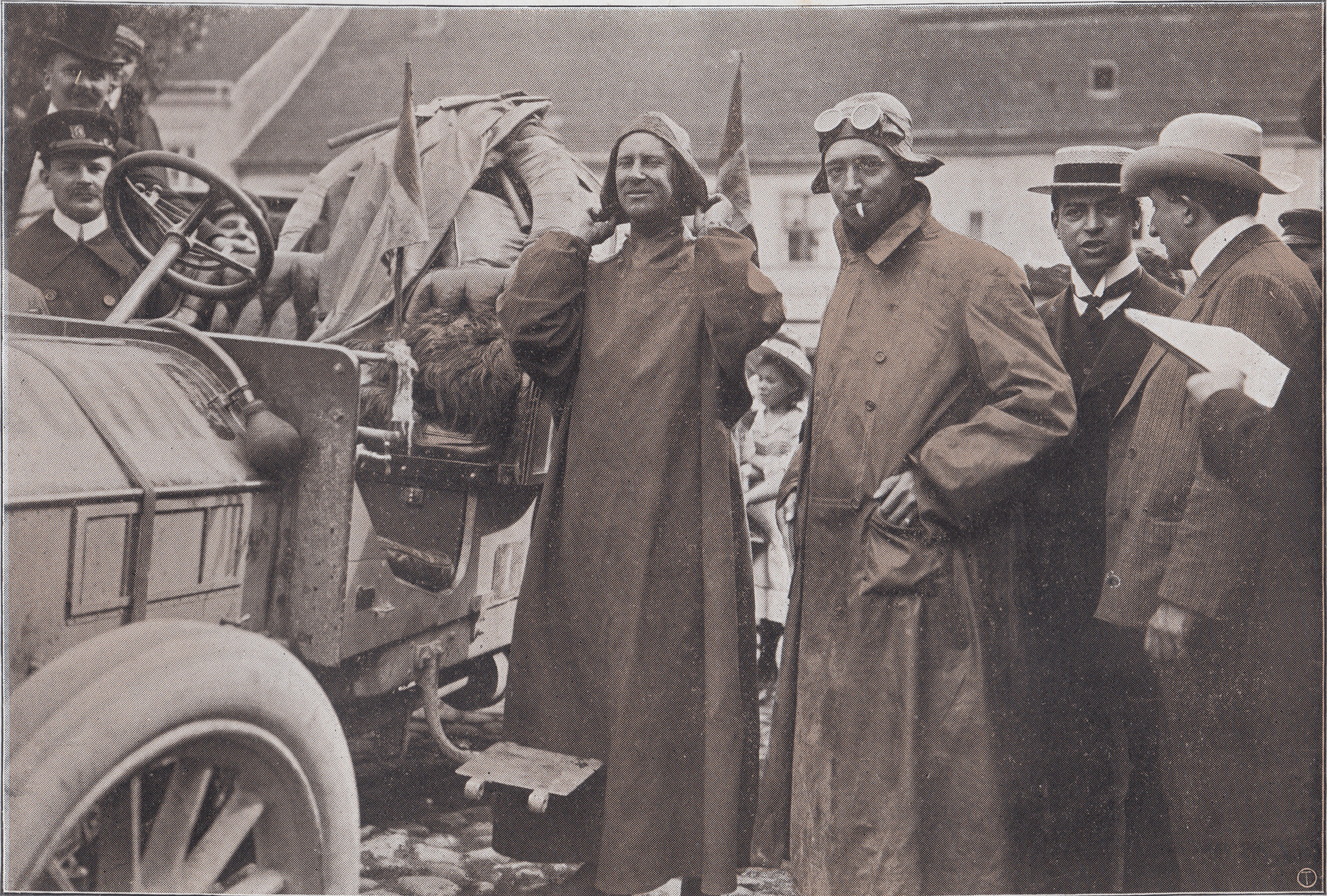
Luigi Barzini senior (a destra) ed il principe Scipione Borghese durante la competizione automobilistica Pechino-Parigi.

Nel 1907 il giornale francese Le Matin organizza la gara automobilistica Pechino-Parigi. Dall'Italia s'iscrive il principe Scipione Borghese. Il Corriere della Sera ottiene un accordo con l'unico partecipante italiano, il quale acconsente che Luigi Barzini si unisca all'equipaggio.
Gli articoli di Barzini sono pubblicati sul Corriere della Sera (e sul supplemento Domenica del Corriere) e sull'inglese Daily Telegraph. L'Itala guidata da Borghese attraversa regioni e popolazioni in Siberia ed in Russia che non hanno mai visto un'automobile prima di allora. Barzini scrive sotto le condizioni atmosferiche più disparate ed invia i pezzi quando trova una stazione telegrafica. L'arrivo a Parigi è un trionfo. Dopo la vittoria, Barzini entra nel gotha del giornalismo internazionale. Mario Borsa, a Londra come corrispondente del «Secolo» lesse tutte le mattine i dispacci di Barzini sul «Telegraph»: «erano dispacci freschi, snelli, lucidi, che trasportavano il lettore in una volata attraverso mezzo mondo, dandogli ogni mattina emozioni e paesaggi sempre nuovi».
Le fotografie scattate da Barzini durante il viaggio riempiono un intero numero de «La Lettura», il settimanale culturale del Corriere. Poi saranno raccolte in volume, accompagnate dai testi degli articoli. Il libro, La metà del mondo vista da un'automobile. Da Pechino a Parigi in sessanta giorni, pubblicato nel 1908 contemporaneamente in undici lingue, renderà Barzini famoso in tutto il mondo. L'editore, Ulrico Hoepli lo definirà un «raid editoriale» oltre che automobilistico. Dato il grande successo riscosso dall'edizione in inglese, Albertini manda Barzini negli Stati Uniti, dove trascorre quasi tutto il 1908 come corrispondente estero.
Il 21 dicembre di quell'anno nasce il secondo figlio. È un maschio; decide di chiamarlo Luigi, non come se stesso, ma in onore di Luigi Albertini, il direttore del Corriere.

#### Dal 1909 al 1921
Nel gennaio 1909 Barzini è a Messina, colpita da un devastante terremoto. Nel maggio 1910 è Londra per il funerale di Edoardo VII d'Inghilterra (articoli per il «Corriere» e il «Daily Telegraph»). Nel 1911 l'Italia dichiara guerra all'Impero ottomano per il possesso della Libia. È la prima guerra raccontata da Barzini in cui è coinvolta l'Italia. Come ogni personaggio di successo, il suo stile viene imitato: praticamente in ogni giornale c'è un inviato che scrive “alla Barzini”. Dopo aver seguito la guerra italo-turca, descrive per il «Corriere» le guerre balcaniche, in particolare il conflitto tra Bulgaria e Turchia. Narra l'assedio di Adrianopoli (1912-13); successivamente parte per il Panama e il Messico, anch'essi teatro di conflitti e guerre civili. Nel settembre del 1913 si reca a Trieste per condurre un'inchiesta sul trattamento che la popolazione di lingua italiana riceve nei territori sottoposti all'Austria. Nell'inchiesta Barzini fa suoi molti dei motivi agitati dal movimento irredentista, cui va il sostegno della maggioranza della popolazione.
Tornato in Italia nell'estate del 1914, fa in tempo a raccontare lo scoppio della prima guerra mondiale. Proprio durante la fase iniziale della Grande Guerra, Barzini realizza uno dei suoi più celebri "scoop". Il 4 agosto 1914 la Germania sferra l'attacco al Belgio. Il 20 agosto Barzini arriva in treno a Parigi. Giunto in stazione, si accorge che i treni per Bruxelles non sono ancora stati cancellati, anzi sono tutti disponibili. In poche ore si trova nel Belgio invaso dai tedeschi, avendo così l'opportunità di scrivere una serie di articoli sensazionali. Con l'entrata in guerra dell'Italia (maggio 1915) viene mandato sul Carso, dove i soldati combattono contro l'Impero austriaco. Dopo la disfatta di Caporetto è inviato in Francia sul fronte occidentale. Nell'estate del 1918 è di nuovo in Italia, dove si preparava l'offensiva finale contro l'Austria. Albertini ha deciso che sarebbe stato Barzini a raccontare ai lettori del Corriere la vittoria della guerra. La sua capacità lavorativa era enorme: dopo un'intera giornata trascorsa al fronte, era in grado di scrivere per più ore consecutive durante tutta la notte. I suoi reportage sono notevolmente documentati; con la sua scrittura scevra da preziosismi si fa capire sia dalle persone colte che dal popolo. Il suo valore viene riconosciuto dalle principali potenze europee: il Regno Unito lo nomina cavaliere dell'Ordine dell'Impero britannico; la Francia gli concede la Legion d'onore.
Durante la conferenza di Versailles (1919) Barzini si schiera dalla parte dei nazionalisti, in contrasto con l'atteggiamento di Albertini e del «Corriere della Sera». Al raffreddamento dei rapporti col suo antico mentore contribuisce anche il desiderio di un maggior riconoscimento economico (nonostante il successo e la fama il suo stipendio è di poco superiore a quello di un impiegato) e professionale (Barzini aspira ormai al ruolo di direttore di un grande giornale). Nell'aprile del 1921 è inviato speciale del «Corriere» a Bolzano, per raccontare le tensioni creatisi dopo la Domenica di sangue.

### Il periodo americano (1921-1931)
Dopo il successo e la fama, mancava a Barzini solo il benessere economico. Nel 1921 era tornato a New York come corrispondente dagli Stati Uniti per il «Corriere». Quell'anno conclude la collaborazione con il quotidiano di via Solferino dopo 22 anni ininterrotti. Nel 1922 entra in affari: fonda il «Corriere d'America», un quotidiano per gli immigrati italiani (il primo numero esce il 27 dicembre 1922). Ottenne un prestito di un milione di dollari da un gruppo di finanzieri, a capo dei quali vi è Pio Crespi, lontano e ricchissimo cugino dei proprietari del «Corriere della Sera», di stanza a Dallas. 
Durante uno dei suoi frequenti viaggi in Italia aderisce al Manifesto degli intellettuali fascisti (1925). Nel 1926 viene raggiunto a New York dai figli Emma, Luigi ed Ettore (nato nell'aprile 1911), mentre Ugo (nato il 6 ottobre 1920) rimane a Milano con la madre. Il figlio Luigi viene iscritto al liceo di Flushing, poi alla Columbia University, dove si laurea, poi torna in Italia. Ettore viene iscritto a un istituto tecnico agrario in California (prosegue gli studi all'Università Cornell dove si laurea). Emma tornerà in Italia nel 1927; due anni dopo si sposa andando a vivere con il marito nel suo Paese, la Spagna.
Barzini svolge l'attività di editore per otto anni, durante i quali sperimenta più delusioni che gioie. Nel 1923 la diffusione del «Corriere d'America» si stabilizza sulle 50 000 copie, ma il giornale non raggiungerà mai il punto di pareggio. Pio Crespi manifesta subito l'intenzione di cedere una parte delle proprie quote: Barzini le acquista grazie a un prestito garantitogli dalla Banca Commerciale Italiana. Ma Crespi, presidente della società editrice, impedisce a Barzini di acquistare il primo quotidiano in lingua italiana degli Stati Uniti, «Il progresso italo-americano» (1927). 
Negli anni successivi il «Corriere» perde mordente e Barzini, considerando anche le forti passività che sta accumulando, inizia a cercare un compratore. Nel 1928 conclude le trattative per la vendita del giornale, ma solo tre anni dopo rientra in Italia.

### Dal 1931 al 1943
Durante il soggiorno americano Barzini si è mantenuto in contatto con i fratelli Mussolini (ma non con Luigi Albertini, i cui rapporti non verranno mai ripresi). Una volta in Italia però si ritrova estraneo a un ambiente politico e giornalistico profondamente mutato dall'azione del regime. 
Sin dal 1929 si è impegnato in trattative per assumere la direzione di un grande quotidiano italiano. La sua prima scelta è il «Corriere della Sera» ma la famiglia Crespi, proprietaria del giornale, si oppone alla sua nomina (anche per la negativa descrizione fattagli dal cugino Pio Crespi, socio in affari di Barzini in America). L'unica offerta che gli perviene è la direzione del «Mattino» di Napoli. Nel gennaio 1932 Barzini accetta e assume la direzione del quotidiano napoletano. La tiratura del «Mattino» ha una rapida ascesa fino a raggiungere stabilmente 75 000 copie, ma il suo spirito indipendente suscita critiche e sospetti. Nell'agosto 1933 Barzini apprende da un comunicato dell'Agenzia Stefani di non essere più il direttore del «Mattino». Mussolini, infatti, aveva creduto di riconoscere in lui l'autore di un'intervista pubblicata da un giornale francese nella quale un anonimo giornalista italiano si era permesso di criticare il regime.
Torna quindi a Milano e passa il resto dell'anno disoccupato. Nel gennaio 1934, chiaritosi l'errore di persona all'origine del suo licenziamento, viene nominato senatore del Regno. Si trasferisce quindi a Roma dove cerca di tornare al lavoro di giornalista, ma il ruolo di direttore gli è ormai definitivamente precluso; riesce solamente a farsi assumere come collaboratore al «Popolo d'Italia», il quotidiano fondato da Mussolini. Barzini abbandona il suo stile di scrittura, considerato troppo di “colore” dal Duce, per calarsi nei panni del giornalista politico allineato al regime. 
Nel marzo 1934 è inviato in Unione Sovietica. Gli articoli, sia quelli pubblicati che quelli non pubblicati usciranno nel volume URSS; l'impero del lavoro forzato. Nel settembre 1935 visita per la prima volta la Germania; intanto la sua collaborazione viene convertita in posto fisso come redattore. Nel 1936, in vista del pronunciamento della Società delle Nazioni sull'Italia per l'annessione dell'Etiopia viene mandato a Londra, per sondare gli umori del popolo britannico. Nel 1937 riceve l'incarico di corrispondente in Spagna, paese dove infuria già la guerra civile. È la settima guerra che Barzini, all'età di 64 anni, racconta come inviato speciale. Il regime lo ricompensa con una medaglia di bronzo al valor militare.
Nel 1939 fa ritorno in Italia per assistere alla morte della suocera, Emma Pesavento, che avviene in luglio. Nel 1940 muore Luigi Albertini. Con il suo ex direttore Barzini non si era più riconciliato dopo la separazione dal Corriere. Nello stesso anno il figlio Luigi viene arrestato e condannato a cinque anni di confino; saranno commutati, un anno dopo, in regime di sorveglianza speciale. Il 9 luglio 1941 muore dopo lunga malattia la moglie Mantica. Tra il 1941 e il 1942, in piena seconda guerra mondiale, Barzini visita la Gran Bretagna e l'Unione Sovietica da dove scrive, per il «Popolo d'Italia», documentati reportage, alcuni dei quali vengono bloccati dalla censura. Il suo ultimo articolo da inviato viene pubblicato il giorno di Natale del 1942.

### Dal 1943 alla morte
Dopo l'armistizio di Cassibile (8 settembre 1943) Barzini perde le tracce del figlio terzogenito, Ettore, che ha disertato e si è unito ai Gruppi di Azione Patriottica (GAP). Il 10 dicembre 1943 Ettore viene arrestato.
Barzini ed Ettore si trovano su due fronti contrapposti. Ritenendo che il suo prestigio valga ad ottenere la liberazione del figlio, nel marzo 1944 Barzini accetta la nomina a direttore dell'Agenzia Stefani, l'agenzia di stampa del regime. Durante la detenzione del figlio nel Campo di Fossoli, Barzini cerca di esercitare pressioni sui gerarchi fascisti, ma il figlio passa nelle mani dei nazisti che lo trasferiscono a Monaco di Baviera. Ettore finisce i suoi giorni nel marzo 1945 nel campo di concentramento di Mauthausen. Avuta la notizia, Barzini rassegna le dimissioni dalla Stefani.
Dopo la Liberazione, Barzini viene deferito all'Alta Corte di Giustizia per le sanzioni contro il fascismo, che il 31 luglio 1945 lo condanna per la sua collaborazione con la Repubblica Sociale e gli interdice l'esercizio della professione di giornalista. Inoltre decade dalla carica di senatore e viene privato della pensione. Trascorre quindi gli ultimi due anni di vita in povertà, morendo a Milano il 6 settembre 1947.

## Intitolazioni
A suo nome è stato istituito nel 1990 il premio giornalistico "Premio Luigi Barzini all'inviato speciale".

## Opere

### Saggi e memoriali
- L'Argentina vista com'è (Milano, Tipografia del Corriere della sera, 1902)
- Nell'estremo oriente (Milano, Libreria Editrice Nazionale, 1904) - versione digitalizzata
- Il Giappone in armi (Milano, Libreria Editrice Lombarda, 1906)
- Diario di un giornalista italiano al campo giapponese (Milano, Treves, 1906)
- Guerra Russo-Giapponese. La battaglia di Mukden, 1907 - versione digitalizzata
- Sotto la tenda, 1907 - edizione su Wikisource
- Nel mondo dei misteri con Eusapia Paladino, 1907[27]
- La metà del mondo vista da un automobile - da Pechino a Parigi in 60 giorni (Milano, Ulrico Hoepli Editore, 1908) - versione digitalizzata
- La giornata di New York, 1908
- Il volo che valicò le Alpi, 1911
- Scene della grande guerra, 1915
- Al Fronte (maggio-ottobre 1915), 1915 - versione digitalizzata
- La guerra d'Italia. Sui monti, nel cielo e nel mare, 1916 (Milano, Treves, 1917) - versione digitalizzata
- La guerra d'Italia. Dal Trentino al Carso, 1917
- Impressioni boreali (Milano, Treves, 1921)
- Dall'impero del Mikado all'impero dello Zar (Piacenza, Lorenzo Rinfreschi, 1915)
- U.R.S.S. L'impero del lavoro forzato (Ulrico Hoepli Editore, 1938)
- Wu Wang ed altre genti, Milano, A. Mondadori, 1941
- Roosevelt e la guerra all'Inghilterra. Commenti e spiegazioni (Milano, Mondadori, 1942)
- Vita vagabonda: ricordi di un giornalista (Milano, Rizzoli, 1948, prefazione di Luigi Barzini junior)[28]
- Avventure in Oriente, Milano, A. Mondadori, 1959 (postumo)

### Narrativa
- Qua e là per il mondo. Racconti e ricordi (Hoepli, Milano, 1916).
- Il mastino dei Baskerville di Conan Doyle, prima traduzione in italiano pubblicata a puntate con la Domenica del Corriere nel 1902.

Barzini scrisse anche due libri per ragazzi: 
- Le Avventure di Fiammiferino, opera narrativa illustrata da Attilio Mussino, tratta dalle memorie sul conflitto russo-giapponese redatte quale corrispondente di guerra. Pubblicato nel 1909 da R. Bemporad & Figlio, per quattro edizioni, sino al 1924 e successiva, Giunti Bemporad Marzocco, Firenze, 1970;
- Il libro dei viaggi, pubblicato nel 1930 dall’Istituto Editoriale Italiano (collana "Biblioteca dei Ragazzi"), con fregi di Duilio Cambellotti.

### Teatro
Luigi Barzini pubblicò alcune commedie; la più nota fu Quello che non ti aspetti (scritta in collaborazione con Arnaldo Fraccaroli).

### Cinema
Il film Occultus (2020) è ispirato al libro di Barzini "Nel mondo dei misteri con Eusapia Paladino". Luigi Barzini è interpretato da Simone Passero.

## Onorificenze
- Commendatore dell'Ordine della Corona d'Italia - 17 febbraio 1924
- Grande ufficiale dell'Ordine della Corona d'Italia - 16 aprile 1925
- Grande ufficiale dell'Ordine coloniale della Stella d'Italia
- Cavaliere ufficiale della Legione d'onore (Francia)
- Ufficiale della corona (Belgio)
- Cavaliere dell'Ordine dell'Impero britannico (con il titolo di «Sir»)
- Croce di guerra
- Medaglia di bronzo al valor militare